# Драй-Тортугас (национальный парк)
Драй-Тортугас (англ. Dry Tortugas National Park) — национальный парк у южного побережья штата Флорида (США) в 120 км к западу от курорта Ки-Уэст.

## История
Парк находится на территории группы семи коралловых рифов вместе с окружающими их отмелями. Это самые западные острова архипелага Флорида-Кис. 
Главной достопримечательностью Драй-Тортугас является крупнейший береговой форт в США — Форт-Джефферсон. Его строительство началось в 1846 году и продолжалось около 30 лет, однако так и не было завершено. Во время Гражданской войны укрепление использовалось в качестве тюрьмы — в форте содержались 4 преступника, осуждённые за соучастие в убийстве президента страны Авраама Линкольна. В 1874 году армия покинула форт, а с 1908 года его территория стала природным заповедником.
В сентябре 1919 года на Драй-Тортугас обрушился один из самых смертоносных ураганов в истории США.
В 1935 году окружающие форт рифы были объединены в национальный парк, созданный для охраны природного и исторического наследия.

## Галерея

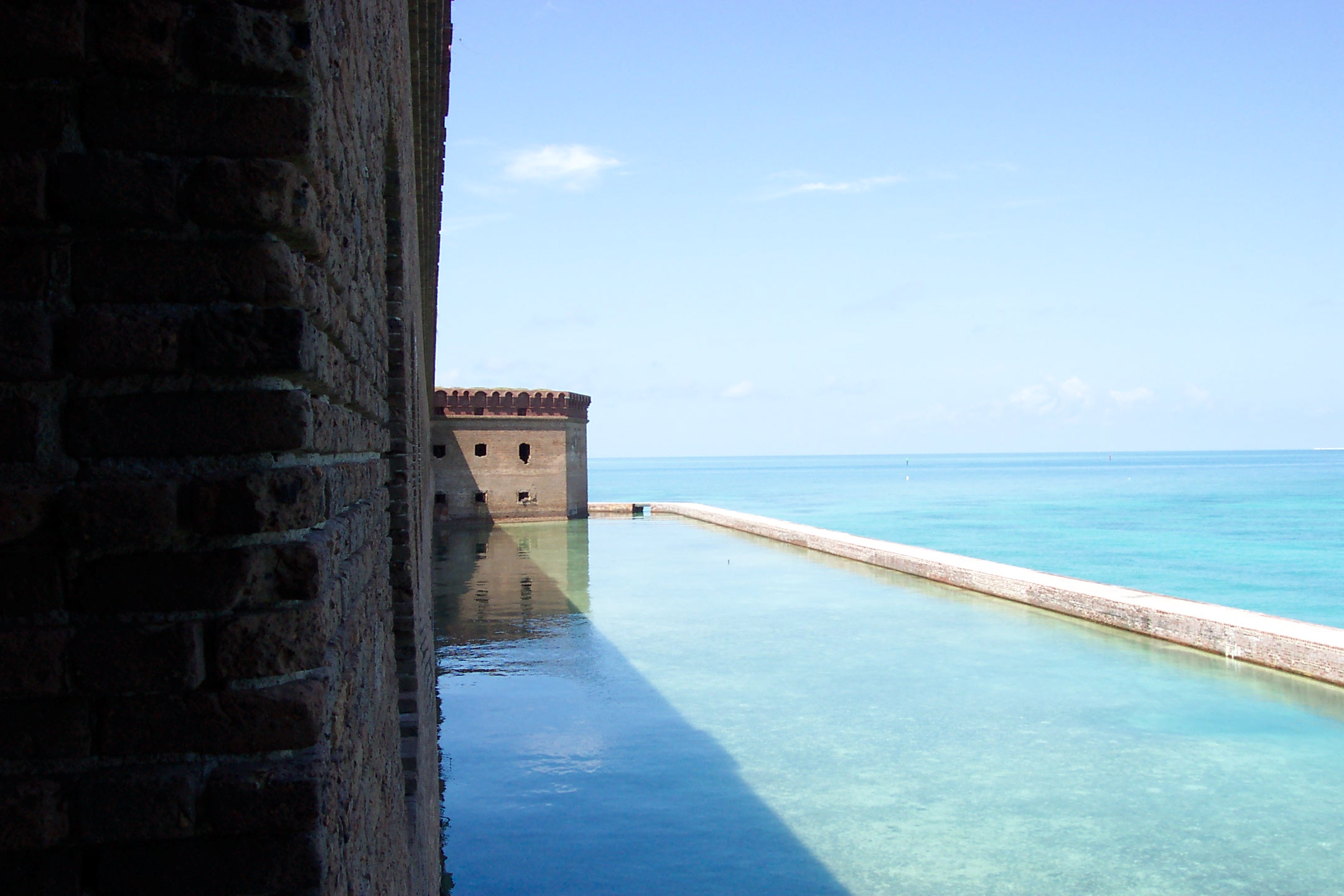
Форт Джефферсон
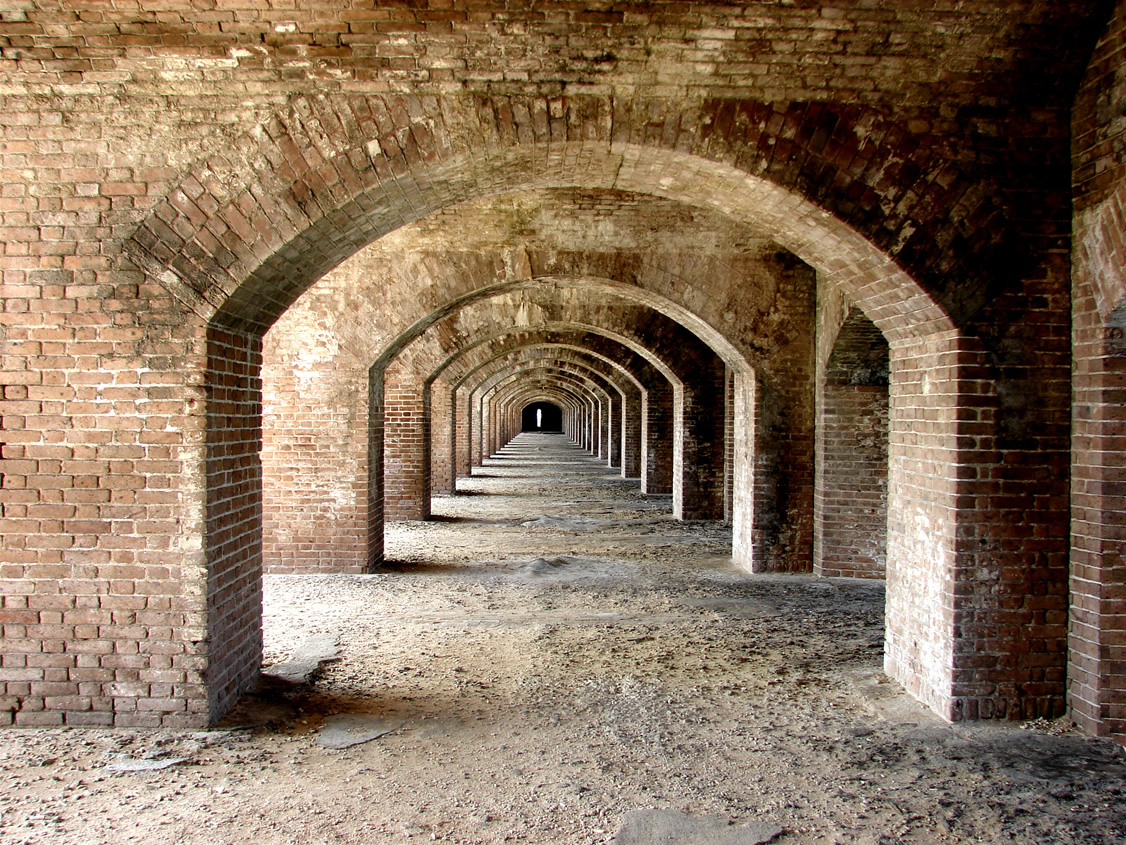
Арочные галереи форта
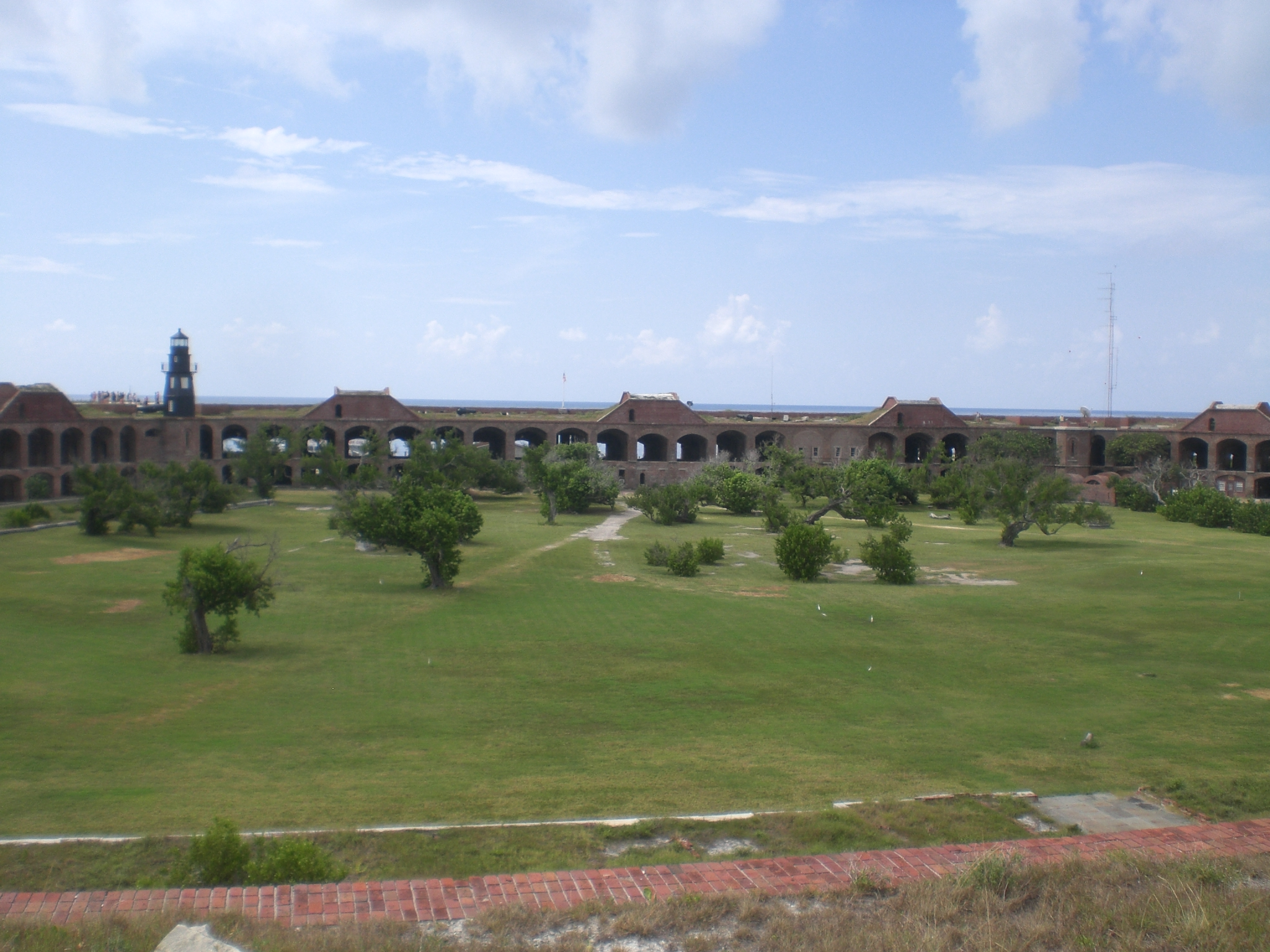
Панорама форта
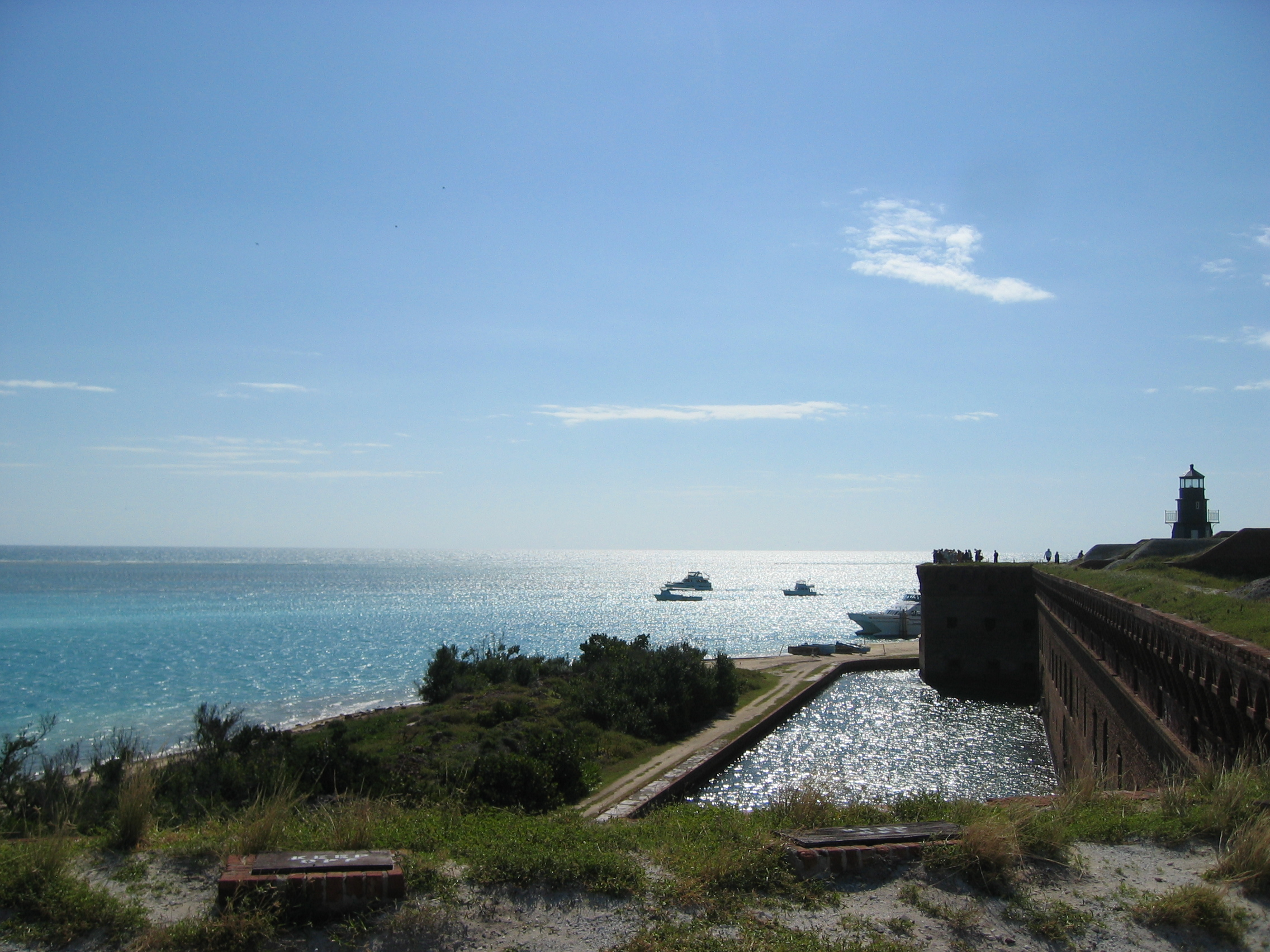
Вид на залив